# Stazione di Lioni

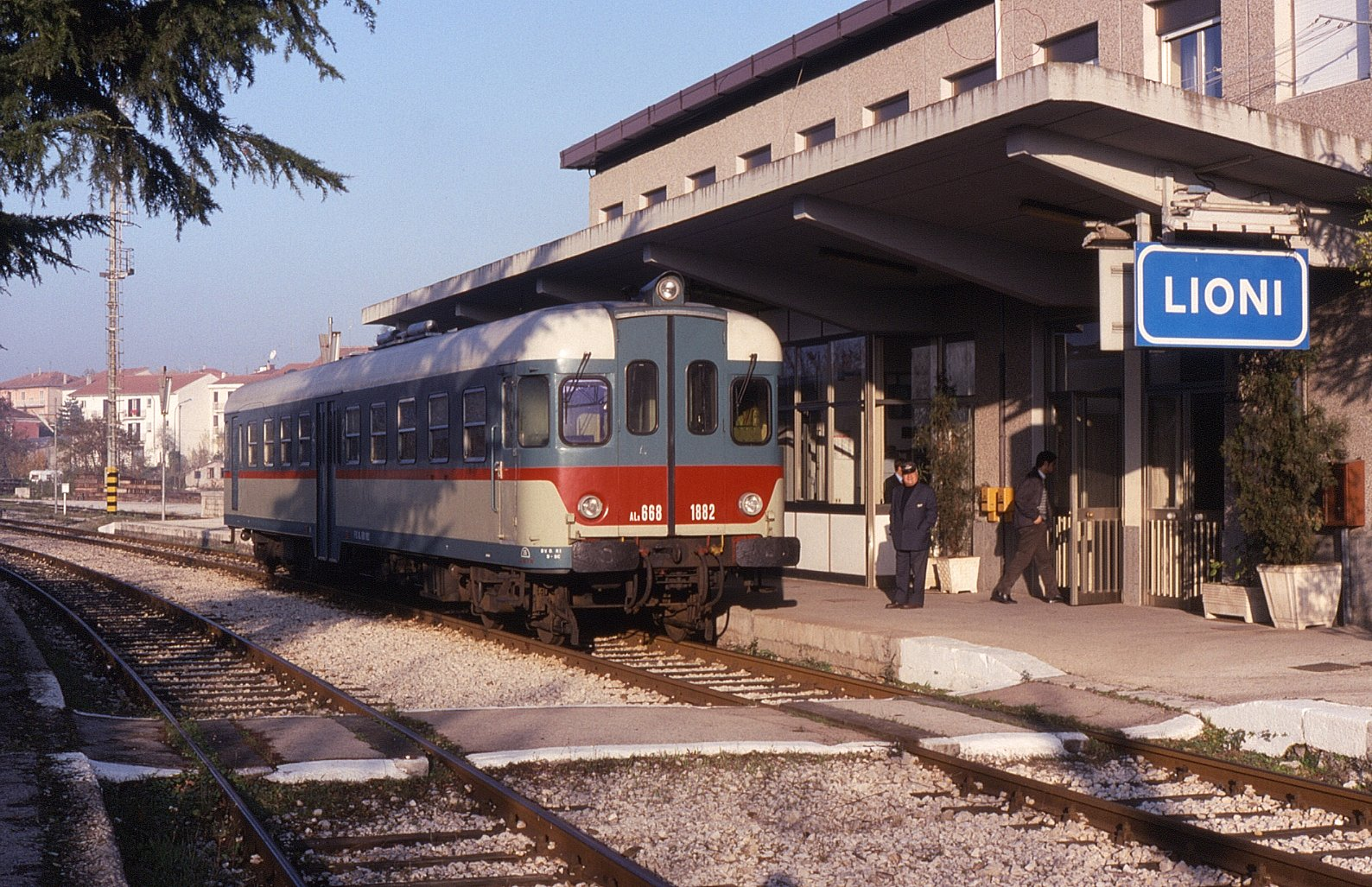
Un treno ALn668 fermo in stazione nel 1996

La stazione di Lioni è una stazione ferroviaria ubicata sulla linea Avellino-Rocchetta Sant'Antonio, a servizio della città di Lioni, situata in pieno centro cittadino.

## Storia
Inaugurata insieme alla parte centrale della ferrovia da Paternopoli a Monteverde nel 1895, la stazione di Lioni ha avuto in passato un ottimo movimento sia passeggeri che merci, poi calato a causa dello sviluppo di strade statali nell'area ove è situata. A causa del terremoto dell'Irpinia del 1980, la stazione fu completamente rasa al suolo ed è una delle poche che dopo il sisma fu ricostruita. Nei giorni immediatamente successivi al terremoto, fu utilizzata come rifugio per i senzatetto, con numerose carrozze ferroviarie che giunsero presso la stazione a tale scopo.
Tra il 2006 e il 2007 subì un rinnovamento generale.
L'esercizio ferroviario sulla linea è rimasto sospeso dal 12 dicembre 2010, quando a Lioni fermavano ancora tutti i treni sulla linea, al 30 novembre 2014. Attualmente, la stazione è occasionalmente servita dai treni storici di Fondazione FS Italiane, mentre il regolare servizio passeggeri resta sospeso e parzialmente autosostituito.

## Strutture e impianti
La stazione di Lioni ha un fabbricato viaggiatori su due livelli: non è attivo alcun servizio per i viaggiatori se non una piccola sala d'attesa, mentre il piano superiore è abitazione privata. Il fabbricato viaggiatori inoltre ospitava la dirigenza per il movimento, facendo risultare Lioni come l'unica stazione che è stata presenziata per tutti gli anni di servizio regolare passeggeri dell'intera linea, insieme ai due capilinea. All'interno si contano due binari passanti, serviti da due banchine e collegati tramite una passerella sui binari, oltre a diversi tronchi per l'ex scalo merci e per mezzi di servizio.

## Servizi
- Servizi igienici[2]

## Interscambi
Dalla stazione era possibile l'interscambio con le autolinee della zona. Negli anni 2010 fu ultimata un'autostazione nei pressi della stazione.
- Fermata autolinee[2]